# Michel Bartol
Michel Bartol (* 30. August 1992) ist ein kroatischer Poolbillardspieler.

## Karriere
2009 erreichte Michel Bartol mit dem neunten Platz im 9-Ball sein bestes Ergebnis bei Jugend-Europameisterschaften.
Im April 2014 gelang es ihm bei der Europameisterschaft ins 9-Ball-Viertelfinale einzuziehen, unterlag dort jedoch dem Österreicher Jürgen Jenisy. Zudem kam er im 14/1 endlos sowie im 8-Ball auf den 33. Platz und erreichte mit der kroatischen Mannschaft das Viertelfinale. Im Juni 2014 nahm Bartol erstmals an der 9-Ball-Weltmeisterschaft teil, schied aber mit nur einem Sieg in der Vorrunde aus.
Bei der EM 2015 erreichte er im 9-Ball die Runde der letzten 64 und schied dort gegen den Schweizer Ronald Regli aus.
Mit der kroatischen Nationalmannschaft erreichte Bartol 2014 und 2015 das Viertelfinale der Europameisterschaft.
Michel Bartols jüngerer Bruder Roberto Bartol ist ebenfalls Poolbillardspieler.